# Sebastiano Siviglia
Sebastiano Siviglia (Palizzi, Provincia de Reggio Calabria, Italia, 29 de marzo de 1973) es un exfutbolista italiano.

## Trayectoria
Siviglia comenzó su carrera en 1989, con el Audax Ravagnese en la Serie D. Al año siguiente fue transferido al Parma donde permaneció durante tres temporadas. Luego pasó al Nocerina un club de la región de Campania, cerca de Nápoles. Después de tres temporadas y casi cien presentaciones con el Nocerina, fue fichado por el Hellas Verona, donde jugó en la Serie B principalmente, pero también hizo su debut en la Serie A.
En 1998, fue adquirido por el Atalanta, que había descendido a la Serie B y logró el ascenso nuevamente a la Serie A en el año 2000. En la temporada 2000-01 fue suspendido provisionalmente durante dos meses por la sospecha de arreglo de partidos, junto con sus compañeros de equipo Fabio Gallo y Luciano Zauri. El 19 de mayo de 2001, fue transferido a la A. S. Roma. Sin embargo, no pudo jugar con regularidad y sólo disputó cinco partidos de liga. Con el equipo romano debutó en la Liga de Campeones de la UEFA el 30 de octubre de 2001 ante el Anderlecht de Bélgica.
En 2002, regresó al Parma aunque sólo llegó a disputar dos encuentros ya que ese mismo año fue cedido en préstamo al Atalanta. En agosto de 2003, se unió al Lecce, donde se asoció con Cesare Bovo. En la temporada siguiente fue cedido en préstamo a la Lazio y un año más tarde el equipo biancocelesti adquirió la totalidad de su ficha por 610.000 euros. En enero de 2011, comenzó a entrenar con el Reggina Calcio, que evaluó su posible contratación, sin embargo pocos días después anunció su retiro definitivo.

## Clubes
| Club            | País   | Año       |
| --------------- | ------ | --------- |
| Audax Ravagnese | Italia | 1989-1990 |
| Parma F. C.     | Italia | 1990-1993 |
| A. S. Nocerina  | Italia | 1993-1996 |
| Hellas Verona   | Italia | 1996-1998 |
| Atalanta B. C.  | Italia | 1998-2001 |
| A. S. Roma      | Italia | 2001-2002 |
| Parma F. C.     | Italia | 2002-2003 |
| Atalanta B. C.  | Italia | 2003      |
| U. S. Lecce     | Italia | 2003-2004 |
| S. S. Lazio     | Italia | 2004-2010 |

## Palmarés

### Campeonatos nacionales
| Título              | Club        | País   | Año     |
| ------------------- | ----------- | ------ | ------- |
| Supercopa de Italia | A. S. Roma  | Italia | 2001    |
| Copa de Italia      | S. S. Lazio | Italia | 2008-09 |
| Supercopa de Italia | S. S. Lazio | Italia | 2009    |